# Love, Speed and Thrills
Love, Speed and Thrills er en amerikansk stumfilm fra 1915 af Walter Wright.

## Medvirkende
- Mack Swain som Ambrose
- Minta Durfee
- Chester Conklin som Mr. Walrus
- Billy Gilbert
- Josef Swickard